# Olivier Vajda
Olivier Vajda (Marche-en-Famenne, 17 september 1975) is een Belgisch politicus voor Ecolo.

## Biografie
Vajda behaalde in 1999 een licentiaat in de rechten aan de UCL en vestigde zich als advocaat in zijn geboortestad Marche-en-Famenne. Hij specialiseerde zich in strafrecht, burgerlijk recht, verzekeringsrecht, verkeersrecht, vreemdelingenrecht en bedrijfs- en insolventierecht en werd eveneens lid van de Toezichtsraad en voorzitter van de Klachtencommissie van de gevangenis van Marche-en-Famenne. 
In 2017 sloot Vajda zich aan bij de Ecolo-afdeling van Marche-en-Famenne, waarvan hij in 2021 co-voorzitter werd.
Bij de federale verkiezingen van 26 mei 2019 stond hij als eerste opvolger op de Ecolo-lijst voor de kieskring Luxemburg. Daarna was hij van 2019 tot 2020 parlementair medewerker van Cécile Thibaut, het enige Luxemburgse Kamerlid van Ecolo.
In september 2021 volgde Vadja Thibaut op als lid van de Kamer van volksvertegenwoordigers. Als federaal volksvertegenwoordiger ging hij zich verdiepen in de dossiers rond justitie en bedrijven in moeilijkheden, alsook legde hij zich toe op de bescherming van persoonsgegevens en het recht op privacy, de strijd tegen terrorisme en het beheer van het staatspatrimonium. Bij de verkiezingen van 9 juni 2024 was Vajda lijsttrekker van de federale Ecolo-kieslijst in Luxemburg, maar hij verloor zijn zetel in de Kamer.